# 穆胡
穆胡是爱沙尼亚薩雷縣的一个乡村型市镇。行政中心为利瓦村。市镇面积为208平方公里，2021年时人口数量为1,974人。

## 行政管理
穆胡市镇成立于1990年10月1日。市镇内有52个村庄。

## 地理
穆胡市镇位于穆胡島及周边一些小岛上。它位于西愛沙尼亞群島上，在萨雷县的东北部。主岛穆胡岛为爱沙尼亚第三大岛。

## Gallery

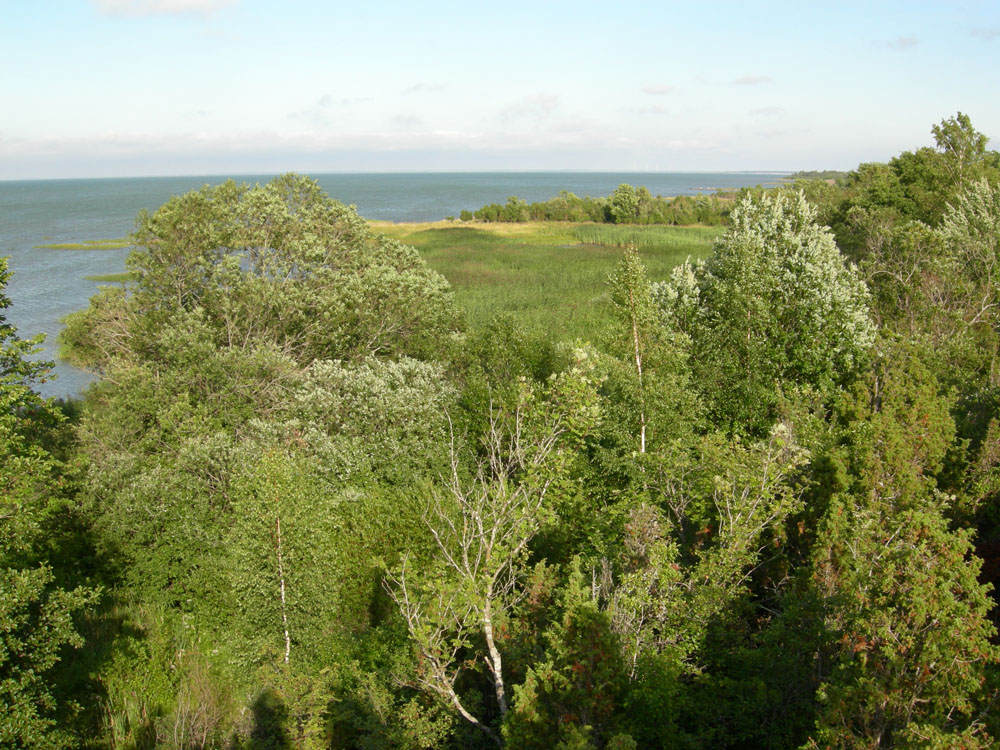
Muhu 北部海岸
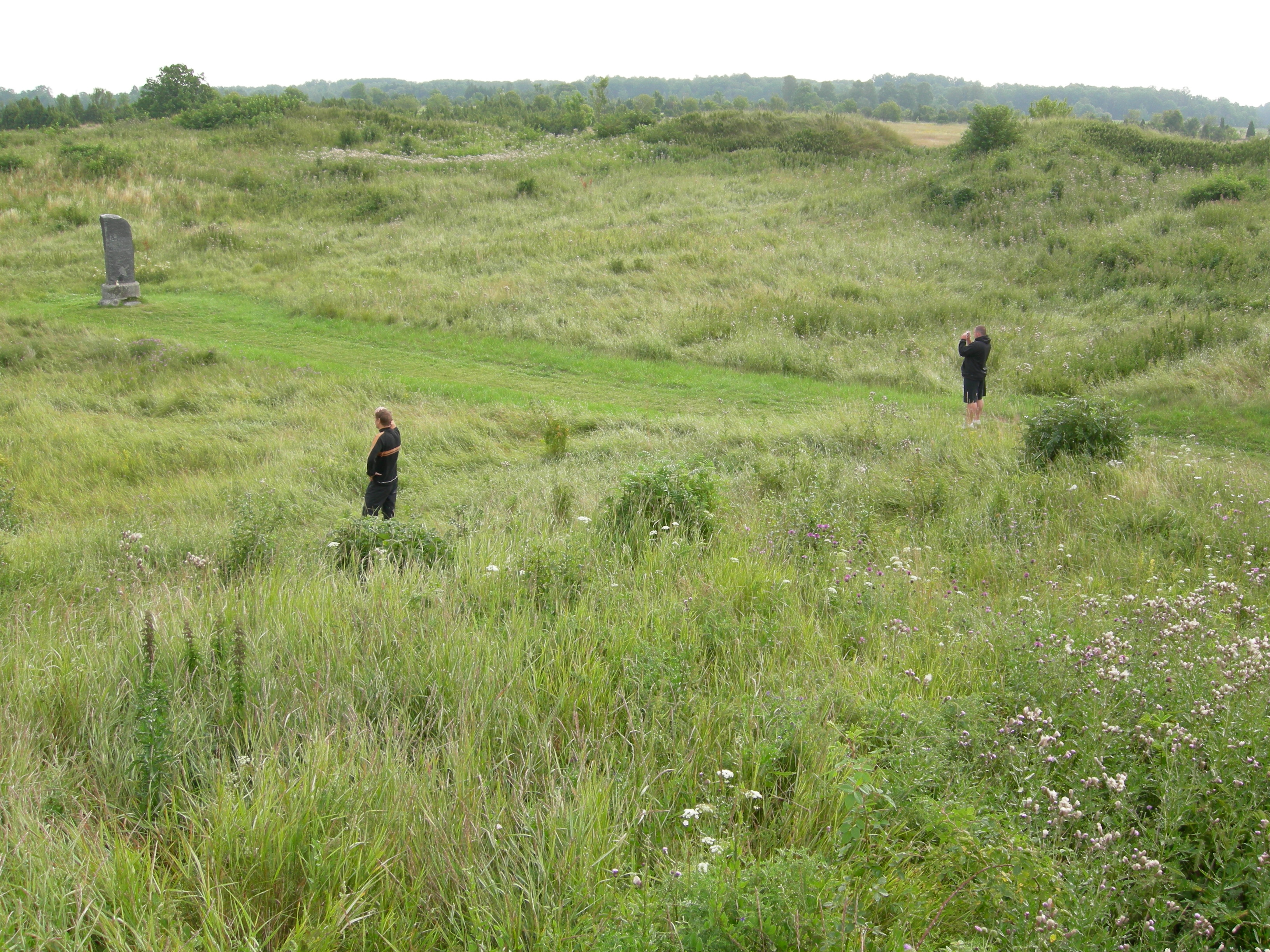
木虎要塞